# Carola Zirzow
Carola Zirzow   (Prenzlau, 15 de setembre de 1954) és una piragüista d'aigües tranquil·les alemanya, ja retirada, que va competir sota bandera de la República Democràtica Alemanya durant la dècada de 1970.
El 1976 va prendre part en els Jocs Olímpics d'Estiu de Montreal, on va disputar dues proves del programa de piragüisme. En el K-1, 500 metres va guanyar la medalla d'or, mentre en la del K-2, 500 metres guanyà la de bronze. Formà parella amb Bärbel Köster.
En el seu palmarès també destaquen tres medalles d'or al Campionat del Món de piragüisme en aigües tranquil·les, el 1974 i 1975. A nivell nacional guanyà el campionat alemany de 1976.